# Consejería de Economía, Empleo y Transformación Digital de la Junta de Extremadura
La Consejería de Economía, Empleo y Transformación Digital es una consejería que forma parte de la Junta de Extremadura. Su actual consejero y máximo responsable es Guillermo Santamaría Galdón.

## Competencias
- Planificación y coordinación económica y estadística
- Comercio e inversiones
- Política empresarial, promoción de la empresa y apoyo al emprendedor
- Trabajo y políticas de empleo
- Sociedad de la información y telecomunicaciones
- Política tecnológica de carácter corporativo y administración electrónica

## Estructura Orgánica
- Consejero: Guillermo Santamaría Galdón
  - Secretaría General: Juan Andrés Moreno Martín
  - Secretaría General de Economía, Empresa y Comercio: Victor Valentín Piriz Maya
    - Dirección General de Empresa: Celina Pérez Casado

  - Secretaría General de Empleo - Dirección Gerencia del SEXPE: Celia Derecho Montes
  - Dirección General de Trabajo: Pilar Bueno Espada
  - Secretaría General de Transformación Digital y Ciberseguridad: Juan Carlos Preciado Domínguez
    - Dirección General de Digitalización de la Administración: Antonio Fernández Requejo
    - Dirección General de Digitalización Regional: Jesús Coslado Santibáñez

## Organismos adscritos
- Servicio Extremeño Público de Empleo
- Instituto de Estadística de Extremadura
- Jurado de Defensa de la Competencia
- Consorcio FEVAL-Institución Ferial de Extremadura
- Empresa Pública Avante
- Fundación de Relaciones Laborales

## Consejeros
| Legislatura      | Inicio                                                  | Fin                                                     | Titular                                                 | Partido                                                 |
| ---------------- | ------------------------------------------------------- | ------------------------------------------------------- | ------------------------------------------------------- | ------------------------------------------------------- |
| I (1983-1987)    | Consejería de Economía y Hacienda                       | Consejería de Economía y Hacienda                       | Consejería de Economía y Hacienda                       | Consejería de Economía y Hacienda                       |
| I (1983-1987)    | 7 de marzo de 1983                                      | 18 de julio de 1987                                     | José Antonio Jiménez García                             | PSOE-E                                                  |
| I (1983-1987)    | Consejería de Turismo, Transportes y Telecomunicaciones |                                                         |                                                         |                                                         |
| I (1983-1987)    | 7 de marzo de 1983                                      | 18 de julio de 1987                                     | José Luis Torres Márquez                                | PSOE-E                                                  |
| II (1987-1991)   | Consejería de Economía y Hacienda                       | Consejería de Economía y Hacienda                       | Consejería de Economía y Hacienda                       | Consejería de Economía y Hacienda                       |
| II (1987-1991)   | 21 de julio de 1987                                     | 4 de julio de 1989                                      | José Antonio Jiménez García                             | PSOE-E                                                  |
| II (1987-1991)   | 4 de julio de 1989                                      | 5 de julio de 1991                                      | Ramón Ropero Mancera                                    | PSOE-E                                                  |
| II (1987-1991)   | Consejería de Presidencia y Trabajo                     |                                                         |                                                         |                                                         |
| II (1987-1991)   | 21 de julio de 1987                                     | 4 de julio de 1989                                      | Angel Álvarez Morales                                   | PSOE-E                                                  |
| II (1987-1991)   | 4 de julio de 1989                                      | 5 de julio de 1991                                      | Manuel Amigo Mateos                                     | PSOE-E                                                  |
| II (1987-1991)   | Consejería de Turismo, Transportes y Telecomunicaciones |                                                         |                                                         |                                                         |
| II (1987-1991)   | 21 de julio de 1987                                     | 4 de julio de 1989                                      | Ángel Félix de Sande Borrega                            | PSOE-E                                                  |
| II (1987-1991)   | 4 de julio de 1989                                      | 5 de julio de 1991                                      | María Emilia Manzano Pereira                            | PSOE-E                                                  |
| III (1991-1995)  | Consejería de Economía y Hacienda                       | Consejería de Economía y Hacienda                       | Consejería de Economía y Hacienda                       | Consejería de Economía y Hacienda                       |
| III (1991-1995)  | 5 de julio de 1991                                      | 20 de abril de 1993                                     | Ramón Ropero                                            | PSOE-E                                                  |
| III (1991-1995)  | 20 de abril de 1993                                     | 18 de julio de 1995                                     | Manuel Amigo                                            | PSOE-E                                                  |
| III (1991-1995)  | Consejería de Presidencia y Trabajo                     |                                                         |                                                         |                                                         |
| III (1991-1995)  | 4 de julio de 1989                                      | 20 de abril de 1993                                     | Manuel Amigo                                            | PSOE-E                                                  |
| III (1991-1995)  | 20 de abril de 1993                                     | 21 de julio de 1995                                     | Joaquín Cuello Contreras                                | PSOE-E                                                  |
| IV (1995-1999)   | Consejería de Economía, Industria y Hacienda            | Consejería de Economía, Industria y Hacienda            | Consejería de Economía, Industria y Hacienda            | Consejería de Economía, Industria y Hacienda            |
| IV (1995-1999)   | 21 de julio de 1995                                     | 19 de julio de 1999                                     | Manuel Amigo Mateos                                     | PSOE-E                                                  |
| V (1999-2003)    | Consejería de Economía, Industria y Comercio            | Consejería de Economía, Industria y Comercio            | Consejería de Economía, Industria y Comercio            | Consejería de Economía, Industria y Comercio            |
| V (1999-2003)    | 21 de julio de 1999                                     | 25 de junio de 2003                                     | Manuel Amigo Mateos                                     | PSOE-E                                                  |
| V (1999-2003)    | Consejería de Trabajo                                   |                                                         |                                                         |                                                         |
| V (1999-2003)    | 21 de julio de 1999                                     | 25 de junio de 2003                                     | Violeta Alejandre Úbeda                                 | PSOE-E                                                  |
| VI (2003-2007)   | Consejería de Economía y Trabajo                        | Consejería de Economía y Trabajo                        | Consejería de Economía y Trabajo                        | Consejería de Economía y Trabajo                        |
| VI (2003-2007)   | 27 de junio de 2003                                     | 29 de junio de 2007                                     | Manuel Amigo Mateos                                     | PSOE-E                                                  |
| VII (2007-2011)  | Consejería de Economía, Comercio e Innovación           | Consejería de Economía, Comercio e Innovación           | Consejería de Economía, Comercio e Innovación           | Consejería de Economía, Comercio e Innovación           |
| VII (2007-2011)  | 2 de julio de 2007                                      | 9 de julio de 2011                                      | Ángel Franco Rubio                                      | PSOE-E                                                  |
| VII (2007-2011)  | Consejería de Igualdad y Empleo                         |                                                         |                                                         |                                                         |
| VII (2007-2011)  | 2 de julio de 2007                                      | 9 de julio de 2011                                      | Pilar Lucio Carrasco                                    | PSOE-E                                                  |
| VIII (2011-2015) | Consejería de Economía, Competitividad e Innovación     | Consejería de Economía, Competitividad e Innovación     | Consejería de Economía, Competitividad e Innovación     | Consejería de Economía, Competitividad e Innovación     |
| VIII (2011-2015) | 7 de julio de 2011                                      | 4 de julio de 2015                                      | Cristina Elena Teniente Sánchez                         | PP-E                                                    |
| VIII (2011-2015) | Consejería de Empleo, Mujer y Políticas Sociales        |                                                         |                                                         |                                                         |
| VIII (2011-2015) | 7 de julio de 2011                                      | 4 de julio de 2015                                      | María de los Ángeles Muñoz Marcos                       | PP-E                                                    |
| IX (2015-2019)   | Consejería de Economía e Infraestructuras               | Consejería de Economía e Infraestructuras               | Consejería de Economía e Infraestructuras               | Consejería de Economía e Infraestructuras               |
| IX (2015-2019)   | 6 de julio de 2015                                      | 23 de agosto de 2018                                    | José Luis Navarro Ribera                                | PSOE-E                                                  |
| IX (2015-2019)   | 23 de agosto de 2018                                    | 23 de agosto de 2018                                    | Olga García García                                      | PSOE-E                                                  |
| IX (2015-2019)   | Consejería de Educación y Empleo                        |                                                         |                                                         |                                                         |
| IX (2015-2019)   | 6 de julio de 2015                                      | 1 de julio de 2019                                      | Esther Gutiérrez Morán                                  | PSOE-E                                                  |
| X (2019-2023)    | Consejería de Economía, Ciencia y Agenda Digital        | Consejería de Economía, Ciencia y Agenda Digital        | Consejería de Economía, Ciencia y Agenda Digital        | Consejería de Economía, Ciencia y Agenda Digital        |
| X (2019-2023)    | 1 de julio de 2019                                      | 17 de julio de 2023                                     | Rafael España Santamaría                                | PSOE-E                                                  |
| X (2019-2023)    | Consejería de Educación y Empleo                        |                                                         |                                                         |                                                         |
| X (2019-2023)    | 1 de julio de 2019                                      | 17 de julio de 2023                                     | Esther Gutiérrez Morán                                  | PSOE-E                                                  |
| XI (2023-)       | Consejería de Economía, Empleo y Transformación Digital | Consejería de Economía, Empleo y Transformación Digital | Consejería de Economía, Empleo y Transformación Digital | Consejería de Economía, Empleo y Transformación Digital |
| XI (2023-)       | 20 de julio de 2023                                     | En el Cargo                                             | Guillermo Santamaría Galdón                             | PP-E                                                    |